# تشيستر دبليو. تايلور
تشيستر دبليو. تايلور (بالإنجليزية: Chester W. Taylor)‏ هو سياسي أمريكي، ولد في 16 يوليو 1883، وتوفي في 17 يوليو 1931 في الولايات المتحدة. حزبياً، نشط في الحزب الديمقراطي. انتخب عضو مجلس النواب الأمريكي.